# Ortopla lindsayi
Ortopla lindsayi là một loài bướm đêm trong họ Noctuidae.